# فلاديمير ريبيرو
فلاديمير ريبيرو (بالبرتغالية: Wladimir Ribeiro‏) هو سباح برازيلي، ولد في 17 يونيو 1967.

## وصلات خارجية
- فلاديمير ريبيرو على موقع الاتحاد الدولي للسباحة (الإنجليزية)
- فلاديمير ريبيرو على موقع أوليمبيديا (الإنجليزية)